# Saint-Maurice-de-Rémens
Pour les articles homonymes, voir Saint-Maurice.
Saint-Maurice-de-Rémens  est une commune française, située dans le département de l'Ain en région Auvergne-Rhône-Alpes à 50 km au nord-est de Lyon et 35 km au sud-est de Bourg-en-Bresse.
Depuis octobre 2015, à la suite d'une consultation populaire, les habitants de Saint-Maurice-de-Rémens sont les Rémensois.

## Géographie

### Climat
Pour des articles plus généraux, voir Climat d'Auvergne-Rhône-Alpes et Climat de l'Ain.
En 2010, le climat de la commune est de type climat océanique altéré, selon une étude du CNRS s'appuyant sur une série de données couvrant la période 1971-2000. En 2020, Météo-France publie une typologie des climats de la France métropolitaine dans laquelle la commune est dans une zone de transition entre le climat semi-continental et le climat de montagne et est dans la région climatique Bourgogne, vallée de la Saône, caractérisée par un bon ensoleillement (1 900 h/an), un été chaud (18,5 °C), un air sec au printemps et en été et des vents faibles.
Pour la période 1971-2000, la température annuelle moyenne est de 11,5 °C, avec une amplitude thermique annuelle de 18 °C. Le cumul annuel moyen de précipitations est de 1 085 mm, avec 10,6 jours de précipitations en janvier et 7,4 jours en juillet. Pour la période 1991-2020, la température moyenne annuelle observée sur la station météorologique de Météo-France la plus proche, « Ambérieu », sur la commune de Château-Gaillard à 3 km à vol d'oiseau, est de 11,9 °C et le cumul annuel moyen de précipitations est de 1 117,5 mm,. Pour l'avenir, les paramètres climatiques de la commune estimés pour 2050 selon différents scénarios d'émission de gaz à effet de serre sont consultables sur un site dédié publié par Météo-France en novembre 2022.

## Urbanisme

### Typologie
Au 1er janvier 2024, Saint-Maurice-de-Rémens est catégorisée commune rurale à habitat dispersé, selon la nouvelle grille communale de densité à 7 niveaux définie par l'Insee en 2022.
Elle est située hors unité urbaine. Par ailleurs la commune fait partie de l'aire d'attraction de Lyon, dont elle est une commune de la couronne,. Cette aire, qui regroupe 397 communes, est catégorisée dans les aires de 700 000 habitants ou plus (hors Paris),.

### Occupation des sols
L'occupation des sols de la commune, telle qu'elle ressort de la base de données européenne d’occupation biophysique des sols Corine Land Cover (CLC), est marquée par l'importance des territoires agricoles (66,8 % en 2018), une proportion sensiblement équivalente à celle de 1990 (66,6 %). La répartition détaillée en 2018 est la suivante : 
terres arables (48 %), forêts (17,4 %), prairies (12,1 %), zones industrielles ou commerciales et réseaux de communication (7,7 %), zones agricoles hétérogènes (6,7 %), zones urbanisées (3,8 %), eaux continentales (3,7 %), espaces verts artificialisés, non agricoles (0,7 %).
L'évolution de l’occupation des sols de la commune et de ses infrastructures peut être observée sur les différentes représentations cartographiques du territoire : la carte de Cassini (XVIIIe siècle), la carte d'état-major (1820-1866) et les cartes ou photos aériennes de l'IGN pour la période actuelle (1950 à aujourd'hui).

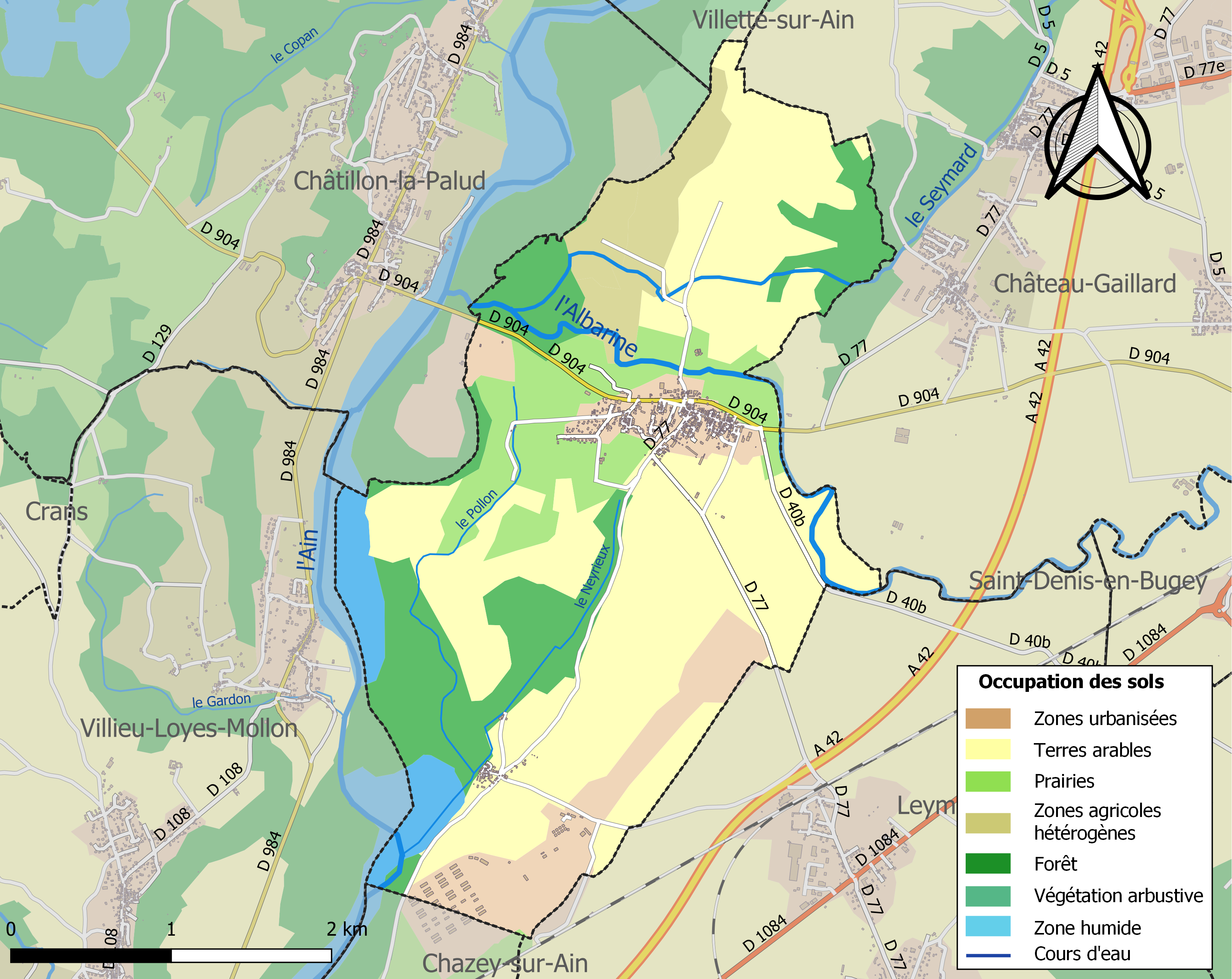
Carte des infrastructures et de l'occupation des sols de la commune en 2018 (CLC).

## Histoire

### Antiquité
La commune est située sur le territoire des Ambarres (peuple gaulois). Il est probablement placé sous domination romaine à la suite de la guerre des gaules. En effet, le terme « remens » serait une déformation de « A romanis » qui signifie « aux Romains ». Le village aurait donc appartenu aux Romains, qui avaient d'ailleurs un camp militaire dans la plaine du village limitrophe Château-gaillard. Le village passe alors en territoire burgonde en 407 puis en territoire franc à la suite de la victoire de Clovis sur les Burgondes en 534.

### Moyen-âge
Après avoir fait partie de la Lotharingie puis du royaume de Charles le Chauve, Saint-Maurice est intégrée au royaume d'Arles et de Provence crée par Boson en 879. Puis en 924, la commune passe à la Bourgogne cisjurane. En 1032, les archives mentionnent Saint-Maurice au sein du saint-empire romain germanique.
Le hameau de Martinaz, situé à 2700 m au sud-ouest du bourg, nait au XIIe siècle. Il doit son origine à la grange que les chartreux de Portes y firent édifier.
Au XIIIe siècle, Saint-Maurice est mentionné comme faisant partie de la seigneurie des comtes de La Palud. On y construit un château. En 1320, Guigonnet de la Palud donne à Henri, Dauphin du Viennois, évêque de Metz, la ville et le château de Saint-Maurice-de-Rémens. La châtellenie devient donc dauphinoise. En 1347, le châtelain de Saint-Maurice était Jean de Croso de Montmélian. En 1349 la commune deviendra française mais avec le Traité de Paris le 5 janvier 1355, la commune passe en territoire savoyard.

### Renaissance
En 1536, François Ier effectue une opération en Savoie et récupère de nombreux territoires dont Saint-Maurice de Rémens. Mais le traité du Cateau-Cambrésis en 1559 rend les territoires occupés à la Savoie.
En 1544, le comte Jean de la Palud meurt sans héritier masculin. Sa femme, Claude de Rye, fit alors unir le 9 mars 1576, la seigneurie de Saint-Maurice au marquisat de Varambon (qu'elle possédait).

### Époque moderne
En 1595, Henri IV effectue une expédition militaire en Savoie et le château fort et le village de Saint-Maurice furent complètement ruinés par les troupes du Maréchal Biron. Il ne subsiste aucune traces du château-fort et il est donc impossible de le situer aujourd'hui. Aussi, après le traité de Lyon en 1601, Saint-Maurice devient définitivement française.
La seigneurie sera alors vendue par Philibert de Clereval mandaté par Ferdinand François de Rye de la Palud, le marquis de Varambon. Ce seront Ferdinand de la Baume, comte de Montréal et sa femme Marie Olier de Nointel qui achèteront Saint-Maurice et ils y établiront comme seigneur, Pierre Perrachon. Celui-ci l'achètera par la suite.
En 1756, Caude Colabeau fit bâtir le château de Saint-Maurice où il se fixa. En 1768, la commune est achetée par son frère Jacques de Colabeau, au nom de son fils unique (mineur) Jacques Marie Alexandre de Colabeau.

### Révolution
À la Révolution, Saint-Maurice prend le nom de "Rémens". Claude Colabeau ne sera pas inquiété durant la Révolution, cependant les armoiries présentes sur les tours du château furent supprimées à la suite d'une décision de la commune. Le clocher de l'église sera détruit.
Une loi du 17 février 1800 supprime les nombreux districts de l'Ain et crée les 4 arrondissements de Bourg-en-Bresse, Belley, Nantua et Trévoux. La commune de Saint-Maurice-de-Rémens ne dépend donc plus du district de Montferme (Saint-Rambert-en-Bugey). Elle est désormais rattachée à l’arrondissement de Belley. De plus, la commune de Saint-Maurice fait partie du canton de Lagnieu avec les communes de Vaux-en-Bugey, Ambutrix, Saint-Denis et Bettant. Puis en 1810, elle passe au canton d'Ambérieu.

### XIXe siècle
Le château construit par Claude Colabeau passe aux mains des De Tricaud sous la Restauration. Léopold et Gabrielle De Tricaud le remanieront dans le style du Second Empire, en ajoutant deux ailes couronnées de terrasses à l’italienne. En 1829, ils font construire une chapelle accessible depuis l’intérieur du château.
En 1836 est créée l'école communale masculine dont le premier instituteur sera Joseph Guigard. L'école communale féminine sera créée en 1882.
En 1848, sera construit un pont suspendu sur la rivière d’Ain au bac de Gévrieux au niveau de l'actuel pont de Gévrieux.
Le clocher de l'église fut refait en 1865, non pas au dessus du chœur comme le précédent, mais sur le porche, lequel fut supprimé, allongeant un peu l’église (comme pour l'église de Chatillon-la-Palud). La flèche a été refaite en 1927.

### XXe siècle
En 1902 est construit un bureau de poste.
Le 16 mai 1909 est inauguré le pont de Gévrieux qui relie les municipalités de Châtillon-la-Palud et de Saint-Maurice-de-Rémens.
En 1911, débute la construction de la gare du tramway sur la ligne Ambérieu / Ars.
En 1920, après le décès de Madame Gabrielle de Tricaud, le château devient par héritage la propriété de Madame de Saint-Exupéry. L'écrivain Antoine de Saint-Exupéry, né à Lyon en 1900 y passa une partie de son enfance. Cette même année verra l'érection d'un monument aux morts de la première guerre mondiale.

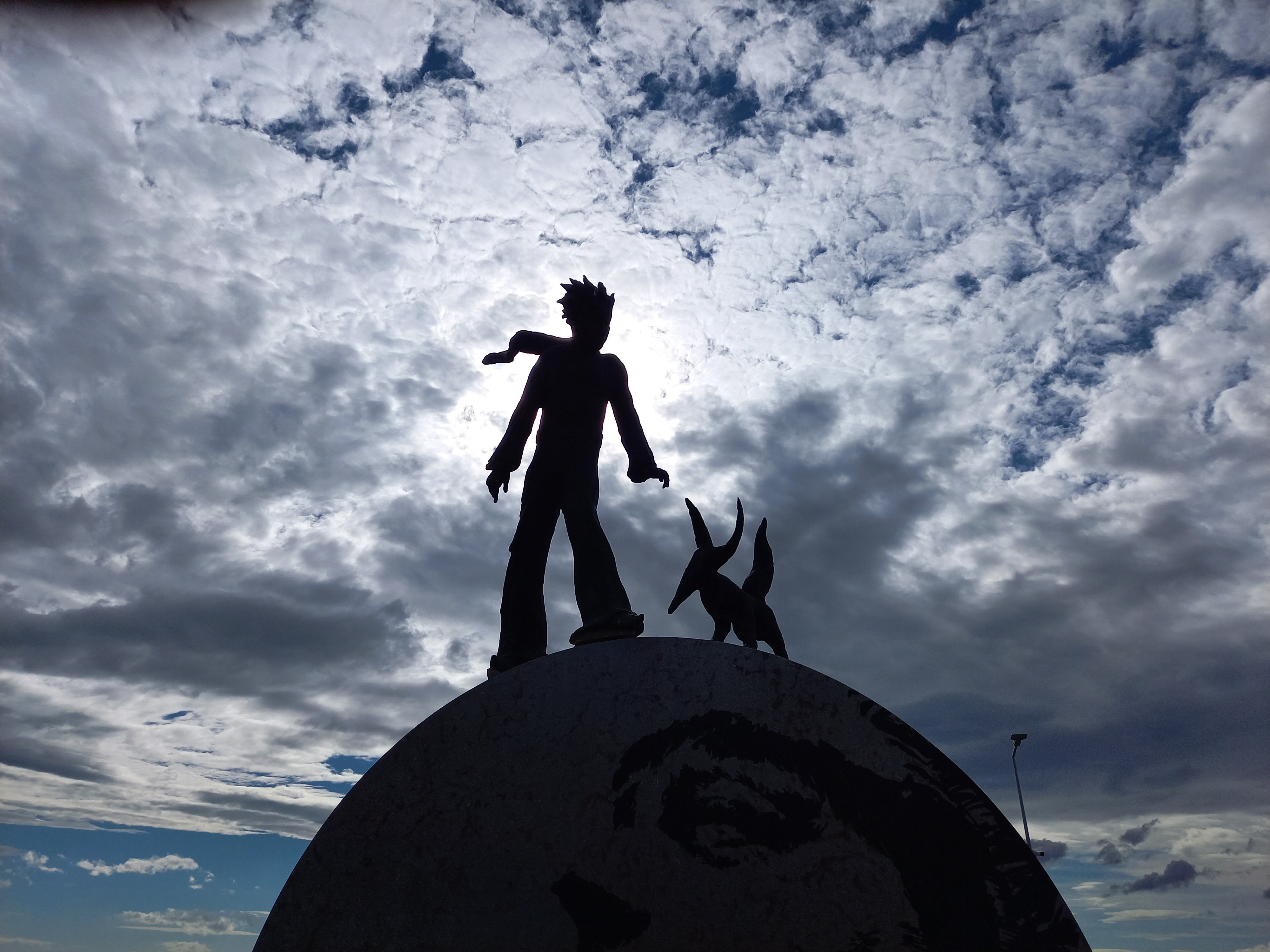
Sculpture du Petit Prince et du Renard de Saint-Exupéry par Stéphane Paret à Château-Gaillard

En 1930, on construit le château d’eau de la commune.
En 1932, le château est vendu à la caisse des écoles de Lyon. En 1994, le château sera mis en vente. La commune de Saint-Maurice souhaitera exercer son droit de préemption. Malgré tout, l'association ALATFA achètera le château. La vente sera contestée par la municipalité et annulée en 2008. La commune achètera le château en 2009 qui sera vendu à la région en 2020.

## Politique et administration

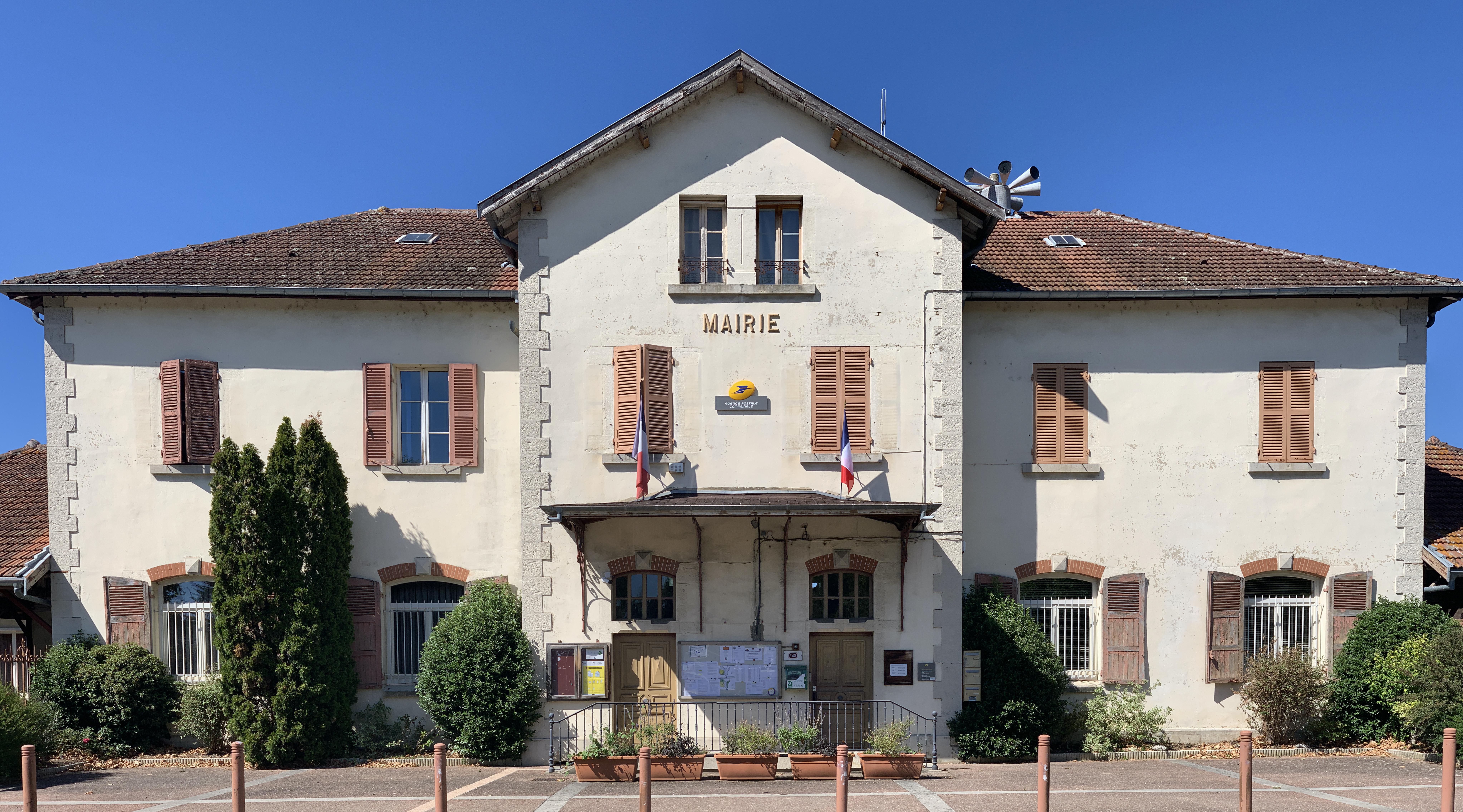
Mairie.

### Découpage territorial
La commune de Saint-Maurice-de-Rémens est membre de la communauté de communes de la Plaine de l'Ain, un établissement public de coopération intercommunale (EPCI) à fiscalité propre créé le 15 décembre 2002 dont le siège est à Chazey-sur-Ain. Ce dernier est par ailleurs membre d'autres groupements intercommunaux.
Sur le plan administratif, elle est rattachée à l'arrondissement de Belley, au département de l'Ain et à la région Auvergne-Rhône-Alpes. Sur le plan électoral, elle dépend du  canton d'Ambérieu-en-Bugey pour l'élection des conseillers départementaux, depuis le redécoupage cantonal de 2014 entré en vigueur en 2015, et de la cinquième circonscription de l'Ain  pour les élections législatives, depuis le dernier découpage électoral de 2010.

### Administration municipale
| Période                                  | Période      | Identité         | Étiquette | Qualité                     |
| ---------------------------------------- | ------------ | ---------------- | --------- | --------------------------- |
| avant 1988                               | ?            | André Maitre     | PCF       |                             |
| juin 1995                                | juillet 2001 | Claude Buet      |           |                             |
| juillet 2001                             | février 2005 | Gérard Blanchet  |           |                             |
| février 2005                             | mars 2005    | Laurent Pellerin | SE        | 1er adjoint, intérim        |
| mars 2005                                | mars 2012    | Élise Massieux   |           | démissionnaire en mars 2012 |
| 16 mars 2012                             | 25 mai 2012  | Laurent Pellerin | SE        | 1er adjoint, intérim        |
| 25 mai 2012                              | avril 2014   | Max Cleyet-Merle |           |                             |
| avril 2014                               | En cours     | Éric Gaillard    | SE        | Fonctionnaire               |
| Les données manquantes sont à compléter. |              |                  |           |                             |

### Politique environnementale
A Saint-Maurice-de-Rémens, l'agence de l'eau Rhône-Méditerranée-Corse finance un marathon de la biodiversité au camp militaire des Fromentaux : un ancien terrain militaire. La communauté de communes de la Plaine de l'Ain s'engage à planter 42 km de haies et à restaurer ou recréer 42 mares et points d'eau.

## Démographie
L'évolution du nombre d'habitants est connue à travers les recensements de la population effectués dans la commune depuis 1793. Pour les communes de moins de 10 000 habitants, une enquête de recensement portant sur toute la population est réalisée tous les cinq ans, les populations de référence des années intermédiaires étant quant à elles estimées par interpolation ou extrapolation. Pour la commune, le premier recensement exhaustif entrant dans le cadre du nouveau dispositif a été réalisé en 2005.

En 2022, la commune comptait 758 habitants, en évolution de +0,8 % par rapport à 2016 (Ain : +5,15 %, France hors Mayotte : +2,11 %).
| 1793 | 1800 | 1806 | 1821 | 1831 | 1836 | 1841 | 1846 | 1851 |
| ---- | ---- | ---- | ---- | ---- | ---- | ---- | ---- | ---- |
| 570  | 518  | 521  | 559  | 578  | 620  | 681  | 713  | 707  |

| 1856 | 1861 | 1866 | 1872 | 1876 | 1881 | 1886 | 1891 | 1896 |
| ---- | ---- | ---- | ---- | ---- | ---- | ---- | ---- | ---- |
| 660  | 648  | 636  | 597  | 560  | 541  | 513  | 509  | 476  |

| 1901 | 1906 | 1911 | 1921 | 1926 | 1931 | 1936 | 1946 | 1954 |
| ---- | ---- | ---- | ---- | ---- | ---- | ---- | ---- | ---- |
| 457  | 477  | 474  | 438  | 431  | 506  | 483  | 486  | 581  |

| 1962 | 1968 | 1975 | 1982 | 1990 | 1999 | 2005 | 2006 | 2010 |
| ---- | ---- | ---- | ---- | ---- | ---- | ---- | ---- | ---- |
| 431  | 441  | 436  | 428  | 613  | 604  | 632  | 664  | 709  |

| 2015 | 2020 | 2022 | - | - | - | - | - | - |
| ---- | ---- | ---- | - | - | - | - | - | - |
| 754  | 762  | 758  | - | - | - | - | - | - |

## Lieux et monuments

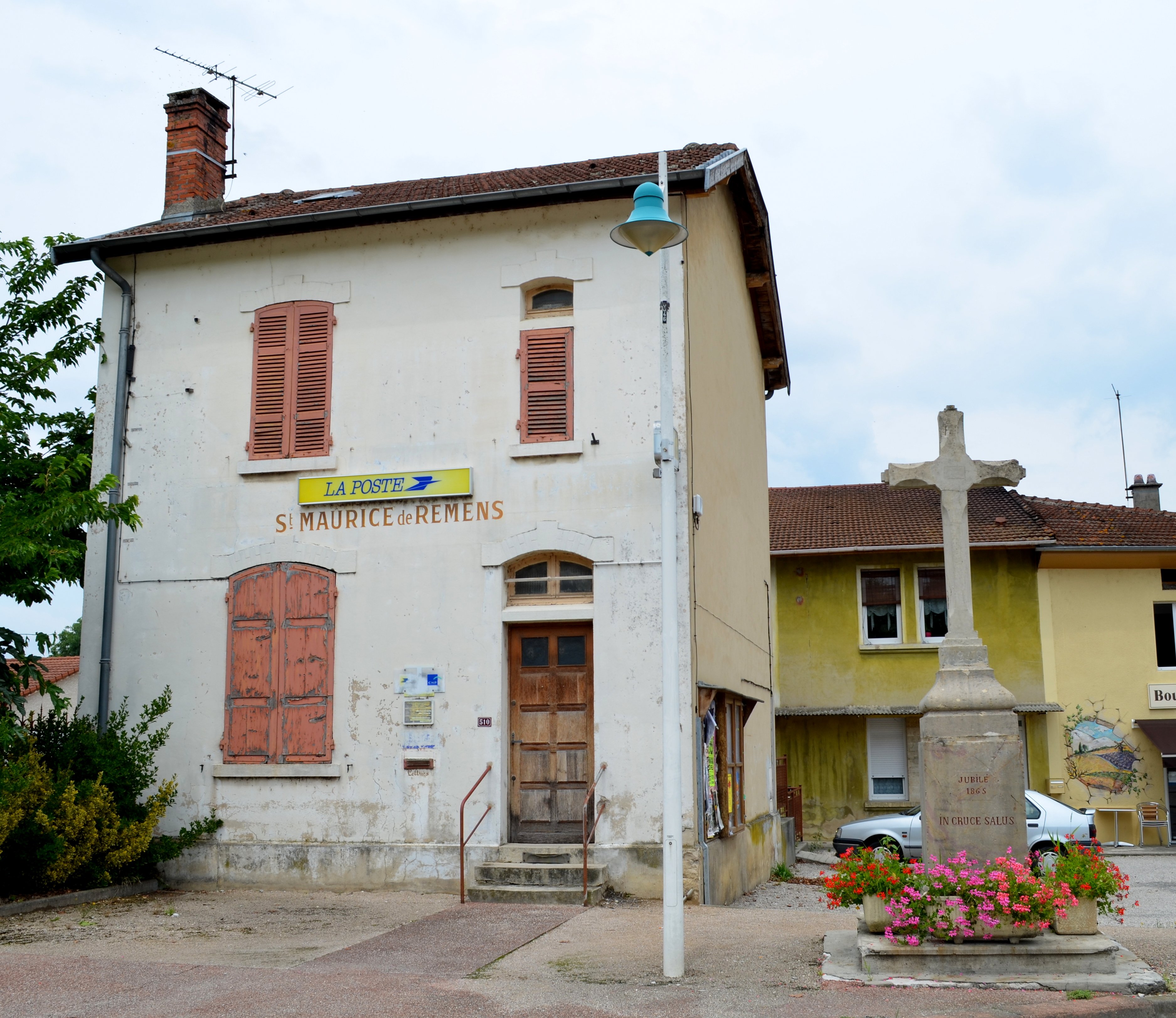
La poste

- Le château de Saint-Maurice-de-Rémens, où Antoine de Saint-Exupéry a passé une partie de son enfance.
- Le monument aux morts sur lequel le nom d'Antoine de Saint-Exupéry est inscrit.
- Camp militaire des Fromentaux.
- Église Saint-Maurice de Saint-Maurice-de-Rémens.
- Chapelle du château de Saint-Maurice-de-Rémens.
- Chapelle funéraire des familles de Tricaud et de Saint-Exupéry.

### Héraldique
| Blason | Blasonnement : Parti : au 1er de gueules au lion d'hermine, au 2e d'or à deux fasces ondées d'azur accompagnées de trois devises ondées du même ; le tout sommé d'un chef d'azur à la bande d'argent chargée de trois mouchetures d'hermine de sable. |